# 鲍勃·巴斯
罗伯特·尤金·巴斯（英語：Robert Eugene Bass，1929年1月28日—2018年8月17日），美国职业篮球教练和联盟执行官，曾执执教过美国篮球协会和NBA联盟。

## 职业生涯
巴斯的教练职业生涯开始于1967年的ABA联盟球队丹佛火箭 (现在的丹佛掘金队)，是球队历史上的首任主教练，在丹佛执教两个赛季后，他转入另一支ABA球队佛罗里达人队继续执教，直到两个赛季后的1972年赛季球队解散为止。在之后的赛季中巴斯执教了孟菲斯乐曲队，1974-1975赛季中巴斯被ABA球队圣安东尼奥马刺队任命为主教练，在球队中之交了近两个赛季，其间包括马刺所在的ABA联盟被NBA联盟兼并后球队转战NBA赛场。
随后，巴斯转入马刺的管理层，出任球队总经理一职。他曾经分别在1980年,1984年和1992年三度临时出任球队教练一职，1989-90赛季巴斯还为自己赢得了NBA最佳行政人员奖。1995年巴斯出任夏洛特黄蜂队经理；1997年巴斯再次获得最佳行政人员的殊荣。2004年巴斯退休(这一时期黄蜂队将自己的主场迁往了新奥尔良)。
2018年8月17日，貝斯因病在家中辭世，享壽89歲。